# Lugano Tigers
El Lugano Tigers es un equipo de baloncesto suizo con sede en la ciudad de Lugano, que compite en la LNA, la primera división del baloncesto suizo. Disputa sus encuentros como local en el Istituto Elvetico, con capacidad para 700 espectadores.

## Nombres
- FV Lugano (1981-1999)
- Lugano Snakes (1999-2003)
- Lugano Tigers (2003-)

## Posiciones en Liga
- 1997 (1)
- 1998 (3)
- 1999 (4)
- 2000 (1)
- 2001 (1)
- 2002 (1)
- 2003 (4)
- 2004 (6)
- 2005 (5)
- 2006 (2)
- 2007 (2)
- 2008 (2)
- 2009 (3)
- 2010 (1)
- 2011 (1)
- 2012 (1)
- 2013 (3)

### Plantilla 2013-2014
| N.º | Nombre             | Nacionalidad                                          | Puesto    |
| --- | ------------------ | ----------------------------------------------------- | --------- |
| 4   | Derek Stockalper   | Bandera de Estados Unidos · Bandera de Suiza          | Alero     |
| 7   | Marco Magnani      | Bandera de Italia · Bandera de Suiza                  | Base      |
| 8   | Westher Molteni    | Bandera de la República Dominicana · Bandera de Suiza | Ala-Pívot |
| --  | Marin Bavcevic     | Bandera de Croacia · Bandera de Suiza                 | Base      |
| --  | Matt Schneidermann | Bandera de Estados Unidos                             | Ala-Pívot |
| --  | Rickey Gibson      | Bandera de Estados Unidos                             | Escolta   |
| --  | Gianluca Fontanini | Bandera de Italia · Bandera de Suiza                  | Escolta   |
| --  | Devin Sweetney     | Bandera de Estados Unidos                             | Alero     |
| --  | Travis Watson      | Bandera de Estados Unidos                             | Pívot     |

## Palmarés
- Campeón Liga Nacional de Baloncesto de Suiza (2000), (2001), (2002), (2006), (2010), (2011), (2012)
- Campeón Copa Suiza (1974), (1975), (1982), (2001), (2002), (2011), (2012)
- Subcampeón Liga Nacional de Baloncesto de Suiza (2007), (2008), (2009), (2013)
- Subcampeón Copa Suiza (2006), (2007), (2008)
- Campeón Copa de la Liga (2011), (2012)
- Subcampeón Copa League Suiza (2010)

## Jugadores Célebres
- – Alon Stein
- Travis Walton